# Alessandro Chiavolini
Alessandro Chiavolini (Milano, 29 luglio 1889 – Milano, 9 agosto 1958) è stato un giornalista, scrittore e politico italiano.

## Biografia
Laureato in giurisprudenza, nel 1910 iniziò a lavorare come giornalista per alcune pubblicazioni minori, tra le quali La Lombardia e L'Oceano, da lui stesso fondato nel 1912. Nel 1914 divenne cronista del Popolo d'Italia, dove lavorò fino al 1937, alternando all'attività giornalistica quella di autore di fiabe scritte a quattro mani con l'allora compagna Mura, autore di commedie teatrali, e traduttore.
Ottenuta la fiducia di Benito Mussolini per le sue doti di riservatezza, nel 1921 ne divenne segretario particolare, e con la sua salita al potere diventò anche segretario particolare del gabinetto della Presidenza del Consiglio dei ministri. Ebbe un ruolo discreto ma centrale di filtro, organizzazione e mediazione nell'agenda politica di Mussolini.
Tra il gennaio e il dicembre 1929 fece parte del Gran Consiglio del Fascismo. Nel 1934 abbandonò la segreteria del gabinetto, e si trasferì in Libia, dove anni prima aveva ottenuto la concessione di un largo appezzamento di terra, che con impegno bonificò e trasformò in una proficua azienda agricola. Nel 1938 vendette l'azienda all'Istituto nazionale fascista di previdenza sociale e rientrò in Italia, dove fu consigliere di amministrazione di importanti società e dove fu nominato Ministro di Stato nel dicembre 1939.
Nel dopoguerra fu arrestato e processato per i suoi legami con il fascismo. Condannato a 14 anni di carcere, ne scontò soltanto uno prima di essere amnistiato dalla Legge Togliatti. Da allora uscì di scena, ritirandosi da ogni attività pubblica.
Nel 1932 commissionò al noto architetto Clemente Busiri Vici la costruzione di una villa a Roma, divenuta poi l'abitazione di Alberto Sordi e oggi sede della Fondazione Museo intitolata all'attore.

## Libri (parziale)

### Traduzioni
- Raymond Queneau, Un duro inverno, collana Medusa, Milano, Mondadori, 1947.
- Anatole France, Taide, collana Collezione Sonzogno, n. 22, Milano, Sonzogno, 1954.
- Pierre Louÿs, Le canzoni di Bilitide, collana I Corvi, n. 196, Dall'Oglio, 1977.